# Grand Terrace
Grand Terrace, fundada en 1978, es una ciudad ubicada en el condado de San Bernardino en el estado estadounidense de California. En el año 2000 tenía una población de 11,626 habitantes y una densidad poblacional de 1,291.8 personas por km².

## Geografía
Norco se encuentra ubicada en las coordenadas 34°1′52″N 117°19′0″O / 34.03111, -117.31667 Según la Oficina del Censo, la ciudad tiene un área total de 9 km² (3,5 mi²), de la cual 9 km² (3,5 mi²) es tierra y 0 km² (0 mi²) (0%) es agua.

## Demografía
Según la Oficina del Censo en 2007 los ingresos medios por hogar en la localidad eran de $53,649, y los ingresos medios por familia eran $61,068. Los hombres tenían unos ingresos medios de $41,417 frente a los $30,491 para las mujeres. La renta per cápita para la localidad era de $21,787. Alrededor del 7.4% de la población estaban por debajo del umbral de pobreza.